# Jan Henryk Dąbrowski
Jan Henryk Dąbrowski, född 29 augusti 1755 i Pierzchowice, Polen, död 6 juni 1818 i Winnogóra, Preussen, var en polsk general och nationalhjälte.
Dąbrowski var 1771-92 i sachsisk militärtjänst, och inträdde 1792 i polsk. Han deltog i Fälttåget mot Ryssland 1792 och i upproret 1796. År 1796-1801 stred han i fransk tjänst i Italien, och blev 1802 divisionsgeneral i Cisalpinska republikens tjänst och senare hos kungen av Neapel. År 1806 återvände han till Polen och deltog som generallöjtnant med en polsk kår i Napoleons fälttåg 1807-13 och förde efter Józef Antoni Poniatowskis död överbefälet över kejsarens polska trupper. Återkommen till Polen 1815, utnämndes han av Alexander I till polsk kavallerigeneral men drog sig 1816 tillbaka till Winagóra i Posen, där han dog.
Han omnämns bland annat i Polens nationalsång, Mazurek Dąbrowskiego, där han framhävs som det polska folkets ledare.